# En un vergièr sotz fòlha d'albespí
Dans un verger rempli d'aubépines
En un vergièr sotz fòlha d'albespí (en français moderne Dans un verger rempli d'aubépines) est une aube anonyme de la littérature médiévale française. Poème de fin amor prenant le contre-pied du canso où il s'agit d'« amour réciproque », ce texte parle d'un amour menacé, dont la voix est celle d'une femme. En un vergièr est donc une aube inversée selon le linguiste Jean-Pierre Chambon, et pour poursuivre avec lui, est le rêve d'aube (de désirs) que fait une femme en rêve, selon le poète resté anonyme.

## Présentation
Ce poème anonyme est considéré comme un trésor de la littérature provençale analysé notamment par Gérard Gouiran en 2016 et en 2019 par Jean-Pierre Chambon,.
Le texte figure au seul chansonnier C, fol. 383v-384r, écrit dans la région de Narbonne au XIVe siècle,.
Dans son ouvrage La poésie lyrique des troubadours tome II, Alfred Jeanroy écrit :

« ce  qui  nous  frappe  dans  l'autre [pièce] (anonyme), qui  est  justement  considérée  comme  une  des  perles  de  la  poésie  provençale,  c'est  son  tour  naïf  et passionné, la fraîcheur et  l'originalité  des  images ; la  brièveté  de  cette  pièce  permet  d'en  insérer  ici  une traduction presque complète : En un verger, sous le feuillage d'une aubépine, la dame  tient  son  ami  près d'elle, jusqu'à  ce  que  le  veilleur  crie  qu'il  a  vu  poindre  l'aube.  Oh  Dieu!  Oh  Dieu!  cette  aube!  comme elle vient tôt! Plût à Dieu que la nuit ne  finît  pas,  que  jamais  mon  ami  ne  s'éloignât  de  moi,  et  que  le  veilleur  ne  vît jamais ni le jour ni l'aube. Oh Dieu!... Beau doux ami, unissons nos baisers; là-bas, dans le  pré  où  chantent  les  oiseaux,  faisons  tout  cela  en dépit du jaloux! Oh Dieu!... [L'amant s'éloigne.] A travers la douce brise qui est venue de là-bas, où  est  mon  ami  beau  et  courtois  et  gai,  j'ai  bu  de  son haleine un doux rayon. Oh Dieu!...La dame est gracieuse et aimable; à cause de sa beauté maintes gens la  regardent ;  et  en  son  cœur  il  n'y a que loyal amour. Oh Dieu!... »

## Traduction
Ce poème a été traduit en français moderne par de nombreux philologues du XIXe siècle, dont Raynouard, en particulier sous cette forme, l'aube étant comparée aux amants de Vérone, Roméo et Juliette.
De même, une autre traduction a été effectuée par les soins des membres de l'Institut de France.